# Pablo Montes
Pablo Montes Casanova (ur. 23 listopada 1945 w Hawanie, zm. 26 października 2008 tamże) – kubański lekkoatleta sprinter, medalista olimpijski z 1968 z Meksyku.
Urodził się w Vedado, dzielnicy Hawany. Jako sprinter rywalizował z innymi doskonałymi zawodnikami kubańskimi Enrique Figuerolą i Hermesem Ramírezem. Swój pierwszy międzynarodowy sukces odniósł na igrzyskach panamerykańskich w 1967 w Winnipeg, gdzie zdobył brązowy medal w biegu na 200 metrów, a w sztafecie 4 × 100 metrów zajął wraz z kolegami 2. miejsce.
Na igrzyskach olimpijskich w 1968 w Meksyku Montes awansował do finału biegu na 100 metrów, w którym zajął 4. miejsce. W sztafecie 4 × 100 metrów osiągnął jeszcze większy sukces zdobywając wraz z kolegami (Ramírez, Juan Morales i Figuerola) srebrny medal.
Wielkim triumfem Montesa były igrzyska Ameryki Środkowej i Karaibów w 1970 w Panamie. Zwyciężył na nich w biegach na 100 metrów, 200 metrów i w sztafecie 4 × 100 metrów. Na uniwersjadzie w 1970 w Turynie zdobył srebrny medal w sztafecie 4 × 100 metrów.
Na mistrzostwach Ameryki Środkowej i Karaibów w 1971 w Kingston zdobył brązowe medale w biegach na 100 metrów i na 200 metrów. Na igrzyskach panamerykańskich w 1971 w Cali zdobył srebrny medal w sztafecie 4 × 100 metrów, a w biegu na 100 metrów był czwarty. Na igrzyskach olimpijskich w 1972 w Monachium wystąpił tylko w sztafecie 4 × 100 metrów, która odpadła w półfinale. Na igrzyskach Ameryki Środkowej i Karaibów w 1974 w Santo Domingo zwyciężył w sztafecie 4 × 100 metrów i zdobył brązowy medal w biegu na 100 metrów. Na igrzyskach panamerykańskich w 1975 w Meksyku zdobył po raz trzeci srebrny medal w sztafecie 4 × 100 metrów oraz zajął 6. miejsce w biegu na 200 metrów.
Po zakończeniu kariery sportowej był działaczem sportowym. Przewodniczył Komisji Weteranów Kubańskiego Związku Lekkoatletyki. Zmarł w 2008 na zawał serca.